# アナクサゴラス (クレーター)
アナクサゴラス (Anaxagoras) は、月の表側にある大きな衝突クレーターであり、月の北極地域に位置する。月は太陽の光を反射して輝いていると説いたギリシャの哲学者、アナクサゴラスにちなんで名づけられた。アナクサゴラスはゴルトシュミットの西側の周壁上に位置しており、ゴルトシュミットの西側の周壁を完全に破壊している。
アナクサゴラスの南南東にはエピゲネス、アナクサゴラスの北西にはムーシュ、アナクサゴラスの西にはフィロラオスが位置しており、アナクサゴラスの真南にはバーミンガムが位置している。
アナクサゴラスには隕石の衝突などによる風化がほとんど見られず、さらに光条を持っていることから、他の多くのクレーターよりも新しい衝突クレーターであるといえる。光条はアナクサゴラスの周壁から900キロメートルを超える範囲に広がっており、プラトンの南にまで及んでいる。
アナクサゴラスの内側のアルベド（太陽光を反射する割合）は他の多くのクレーターよりも高いため、満月の時には地球からアナクサゴラスをはっきりと確認することができる。周壁の内側は勾配のきつい階段状になっており、中央丘はアナクサゴラスのほぼ中心にある。

## 従属クレーター
アナクサゴラスのごく近くにある小さな無名のクレーターについては、アルファベットを付加することによって識別される。
| 名称 | 月面緯度     | 月面経度     | 直径  |
| ---- | ------------ | ------------ | ----- |
| A    | 北緯 72.2 度 | 西経 6.9 度  | 18 km |
| B    | 北緯 70.3 度 | 西経 11.4 度 | 5 km  |